# Penusz
Koeszewo (mac. Пенуш) – wieś w gminie miejskiej Sztip w środkowej Macedonii Północnej.

## Demografia
Według spisu ludności z 2002 we wsi Penusz mieszkało 8 mieszkańców.

### Rasy i pochodzenie
Według wyżej wspomnianych danych we wsi Penusz mieszkało 8 Turków.